# François Jacquier

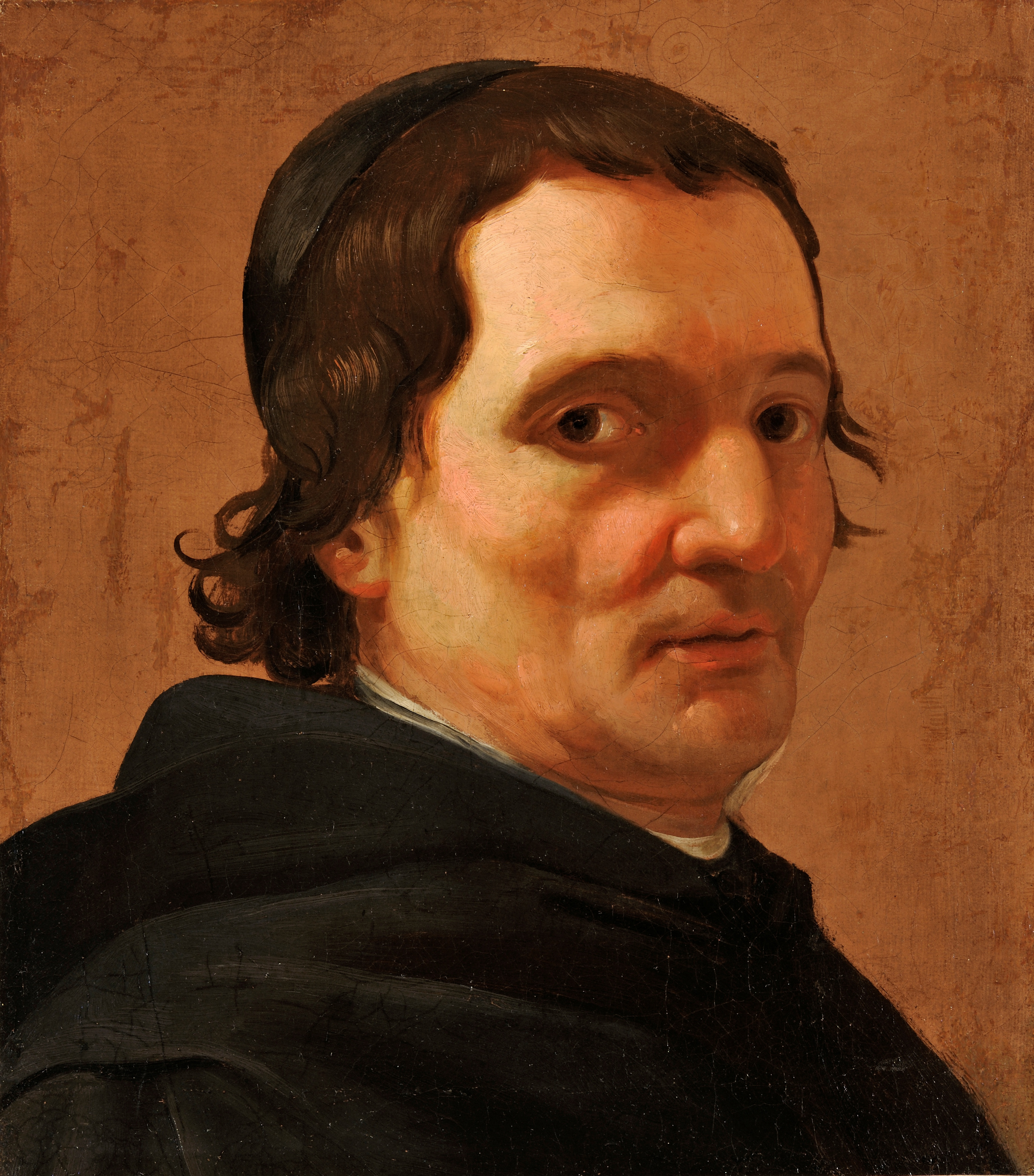
François Jacquier, Porträt 1764

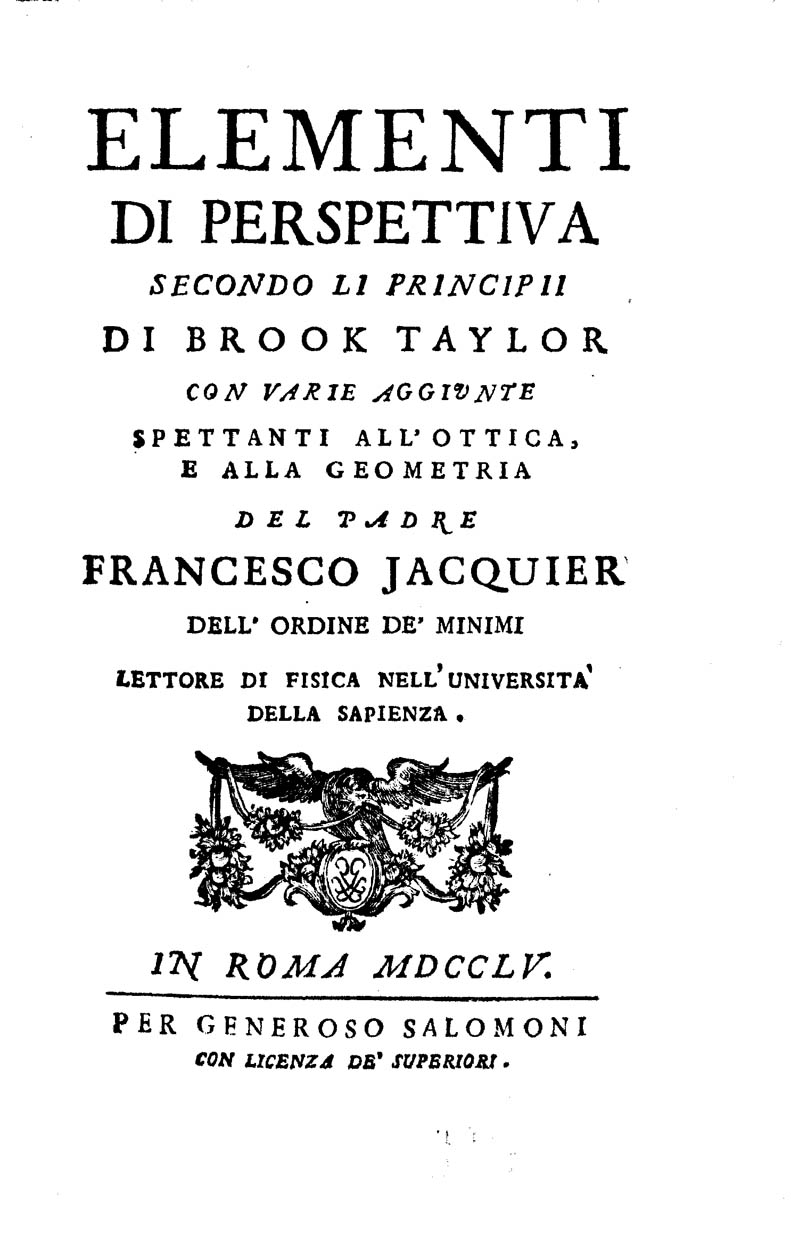
Elementi di perspettiva, 1755

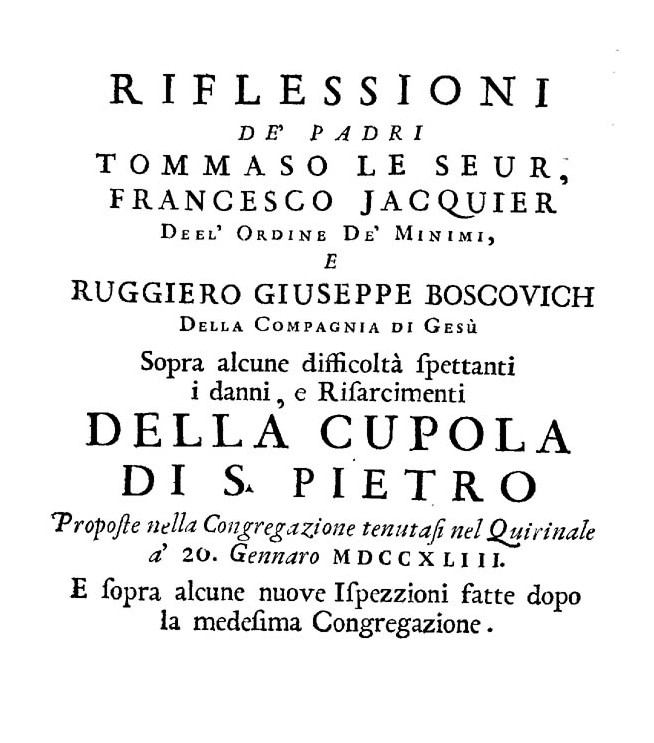
Riflessioni sopra alcune difficoltà spettanti i danni e risarcimenti della cupola di S. Pietro, 1743

François Jacquier OFM (* 7. Juni 1711 in Vitry-le-François; † 3. Juli 1788 in Rom) war ein französischer Mathematiker, Physiker und Theologe.

## Leben
Jacquiers wissenschaftliche Begabung wurde früh von einem Geistlichen, der ihn unterrichtete, erkannt und gefördert. Mit 16 Jahren trat er den Minderen Brüdern (Minoriten, Franziskaner) bei, die ihn zur Ausbildung nach Rom schickten, zum französischen Konvent des Ordens, La Trinité du Mont. Er studierte dort Mathematik und die klassischen Sprachen Latein, Griechisch sowie Hebräisch. Dabei machte er solche Fortschritte, das er von den Kardinälen Giulio Alberoni und Joaquín Fernández de Portocarrero Mendoza (1681–1760) patroniert wurde. Mit Alberoni besuchte er Ravenna und wurde beauftragt, die von Manfredi begonnenen Baumaßnahmen gegen Überflutung der Umgebung zu begutachten. Nach der Rückkehr in Rom wurde er Professor für die Heilige Schrift am Kollegium der Propaganda (der Sacra Congregatio de Propaganda Fide). Außerdem beauftragte ihn die Generalversammlung des Ordens in Marseille, an der Geschichtsschreibung des Ordens zu arbeiten.
1742 war er vom Papst Benedikt XIV. beauftragt worden mit seinem Professorenkollegen Thomas Le Seur (ebenfalls ein französischer Minorit) und dem Jesuiten Ruger Boskovic ein Gutachten über die Sanierung der Kuppel des Petersdoms zu erstellen, das 1743 veröffentlicht wurde. An der Kuppel waren Rissen aufgetreten, und ihr Gutachten gilt allgemein als das erste statische Gutachten der Geschichte des Bauingenieurwesens, das von Giovanni Poleni kritisiert wurde. 1744 besuchte er Voltaire und Émilie du Châtelet in Schloss Cirey, wobei er Madame du Chatelet in ihren Newton-Studien ermunterte (sie erstellte die französische Übersetzung von Newtons Hauptwerk). 1745 wurde er vom König von Sardinien Viktor Amadeus II. zum Professor für Physik an der Universität Turin berufen, stattdessen nahm er aber die ihm von dem Kardinal Silvio Valenti Gonzaga (1690–1756), dem  Minister des Papstes, angebotene Stelle des Professors für Experimentalphysik am Kollegium der Propaganda an. 1763 wurde er Mathematik- und Physiklehrer des Prinzen Ferdinand von Parma. 1773 wurde er Mathematikprofessor an seinem Kollegium, nachdem ein Jesuit im Zuge der offiziellen Rückdrängung des Ordens weichen musste.
Jacquier stand mit den wichtigsten europäischen Akademien seiner Zeit in Verbindung. So wurde er 1749 als auswärtiges Mitglied in die Königlich Preußische Sozietät der Wissenschaften aufgenommen. Seit 1743 war er korrespondierendes Mitglied der Académie royale des sciences in Paris. Mit seinem Kollegen Le Seur gab er 1739 bis 1742 in Genf eine kommentierte Ausgabe von Isaac Newtons Philosophiae Naturalis Principia Mathematica heraus (an dem aber auch andere Wissenschaftler mitwirkten) und schrieb ein Analysis-Lehrbuch.
Jacquier wird auch in der „Italienischen Reise“ von Johann Wolfgang von Goethe lobend erwähnt. Am 25. Januar 1787 schrieb Goethe darin über eine Begegnung mit Jacquier in Rom:

„Vor einigen Tagen besuchte ich den Pater Jacquier, einen Franziskaner, auf Trinità de' Monti. Er ist Franzos von Geburt, durch mathematische Schriften bekannt, hoch in Jahren, sehr angenehm und verständig. Er kannte zu seiner Zeit die besten Männer, und hat sogar einige Monate bei Voltaire zugebracht, der ihn sehr in Affektion nahm.“

## Bücher
- mit Le Seur (Autoren und Herausgeber) „Isaaci Newtoni philosophiæ naturalis principia mathematica, perpetuis commentariis illustrata“, 4 Teile in 3 Bänden, Genf
  - Ausgabe Glasgow 1822, Digitalisat, Archive
- mit Le Seur, Boskovic „Parere e riflessioni sopra I danni della cuppola di San-Pietro“, Rom 1743 (das Gutachten über die Kuppel des Petersdoms)
- „Elementi di perspecttiva secondo I principi di Taylor“, Rom 1755, Archive
- „Institutiones Philosophicæ ad studia theologica potissimum accommodata“, 6 Bände, Rom 1757 (oft in Rom, Venedig und Deutschland nachgedruckt, ins Spanische übersetzt)
- mit Le Seur „Eléments du calcul intégral“, Parma 1768